# 장안사 응진전 영산회상도
기장 장안사 응진전 석가영산회상도(機張 長安寺 應眞殿 釋迦靈山會上圖)는 부산광역시 기장군 장안사 응진전에 있는 조선시대의 영산회상도이다. 2008년 4월 2일 부산광역시의 유형문화재 제88호로 지정되었다.

## 개요
장안사 응진전 석가영산회상도는 응진전 석가삼존상의 뒷면에 걸려 있는 석가후불탱화로, 화면 전체를 붉은색으로 칠한 뒤 흰색과 황색선으로 윤곽을 그리고 인물의 얼굴과 대좌 일부분만을 채색한 소위 홍탱(紅幀)이다. 부분적으로 훼손이 확인되나 전반적으로는 양호한 상태이다.
화면에는 석가모니와 18명의 제자만을 간단하게 묘사하였다. 본존 좌우측의 아난과 가섭을 비롯한 십육나한상의 안면은 음영법을 사용하여 개성 있고 역동적인 표정이며, 자유로운 몸짓도 인상적이다. 특히, 화면 전면 좌우에 배치된 나한상 4위는 구름 위로 솟아 오른 연화대 위에 서로 얼굴을 마주보고 앉아있는 모습이 마치 서방극락정토의 연화화생자(蓮花化生者)를 연상시키는 독특한 도상이다.
이 작품은 화기(畵記)에 의해 화승 수룡 기전(繡龍 琪銓)과 관허 의관(貫虛 宜官)의 지휘 하에 1882년에 조성하였음을 알 수 있는 작품으로, 기전과 의관은 해인사의 화승으로 활약한 화승이다. 아울러 본 작품은 1882년 범어사 대웅전에 봉안된 불화를 조성할 때에 같이 제작한 것으로 보인다. 전반적으로 얼굴에 드러난 다양한 표정과 몸짓, 호방한 필치가 돋보이는 수작으로 평가되는 문화재이다.

## 참고 자료
- 기장 장안사 응진전 석가영산회상도 - 국가유산청 국가유산포털